# Col du Tracol
Le col du Tracol est un col qui sépare la Loire de la Haute-Loire. Il est situé dans le massif du Pilat entre la commune de Saint-Sauveur-en-Rue et celle de Riotord sur l'ancienne Route nationale 503. La Déôme, qui fait partie du bassin versant du Rhône, et le ruisseau de Saint-Meyras dont les eaux rejoignent la Loire, y prennent leur source sur ses deux versants. Il se trouve en effet sur la ligne de partage des eaux de ces deux fleuves.

## Histoire
Le col du Tracol est depuis longtemps un point de passage entre le Forez et le Velay. La fréquentation du col, entre les vallées du Rhône et de la Loire, semble probable au Ier siècle ; non loin de là, au camp d'Antoune à Selettes, un système défensif en basalte est installé dans une position proche des limites de la Narbonnaise. Par ce col, les Vellaves étaient en contact direct avec le monde gallo-romain et n'ont pas manqué de profiter de son influence et de ses circuits commerciaux.
Il a été emprunté par les pèlerins de Saint-Jacques-de-Compostelle et se situe actuellement sur la via Gebennensis. Son nom vient de l'occitan trascòl, du fait qu'il s'agissait d'un passage étroit où on devait « se couler à travers », c'est-à-dire entre les parois.
Un ancien tunnel ferroviaire passe sous ce col, le tunnel du Tracol, long de 2 400 m. Il commence au hameau des Chavannes côté Saint-Sauveur (pour y accéder, il faut prendre un petit sentier) et se termine au hameau de Saint-Meyras du côté de Riotord. C'est un des vestiges importants de la ligne de chemin de fer entre Firminy, Bourg-Argental, Annonay et Saint-Rambert-d'Albon. Aujourd'hui ce tunnel est fermé pour des raisons de sécurité et pour la protection des chauve-souris, espèces animales en danger d'extinction. Un projet d'y faire passer une voie verte ne semble pas devoir aboutir avec un détour par le col du même nom.
En 2015, une manifestation symbolisant le « mariage » des régions Auvergne et Rhône-Alpes y est organisée.